# Amorphoscelis brunneipennis
Amorphoscelis brunneipennis är en bönsyrseart som beskrevs av Max Beier 1956. Amorphoscelis brunneipennis ingår i släktet Amorphoscelis och familjen Amorphoscelidae. Inga underarter finns listade i Catalogue of Life.